# NGC 1131
NGC 1131 je galaksija u zviježđu Perzej.

## Vanjske poveznice
- SEDS: NGC 1131